# Zoran Sretenović
Zoran Sretenović (Beograd, 5. kolovoza 1964. – Beograd, 28. travnja 2022.) bio je srpski košarkaš, bivši jugoslavenski i srpskocrnogorski reprezentativac.
Igrao je na položaju beka. Igrao je '80-ih i '90-ih.

## Igračka karijera

### Klupska karijera
U karijeri je igrao za Crvenu zvezdu, Jugoplastiku iz koje je otišao pred rat, i za KK Partizan.